# بال‌زرشکی حبشی
بال‌زرشکی حبشی (نام علمی: Cryptospiza salvadorii)، همچنین به عنوان بال‌زرشکی اتیوپی، بال‌زرشکی سالوادوری یا سهره جنگلی پشت‌زرشکی نیز شناخته می‌شود، گونه‌ای رایج از سهرگان ریز است که در شرق آفریقا یافت می‌شود. گستره وقوع جهانی آن ۱۹۰٬۰۰۰ کیلومتر مربع (۷۳٬۰۰۰ مایل مربع) برآورد شده‌است.